# Tourelle de 155 C modèle 1908
Tourelle de 155 C modèle 1908 war die Bezeichnung für einen französischen Geschützpanzerturm mit einer verkürzten Kanone (C steht für court – also kurz) vom Kaliber 155 mm zur Wirkung auf kurze Distanz. Es handelte sich dabei im weitesten Sinne um eine sogenannte Minimalschartenkanone.

## Beschreibung
Die Kuppel bestand aus Panzermaterial (zähfester Stahl) mit einer Wandung von 30 cm und einem Durchmesser von 3,8 Metern. Sie saß auf einem Vorpanzer mit Geschützbrunnen, war um 360° drehbar, konnte aber nicht versenkt werden.
Der jeweils nicht einsehbare Bereich (Toter Raum) der betroffenen Forts sollte mit dieser Art Geschützpanzertürme bestrichen und gesichert werden. Sie wurden außerhalb der Festungswälle in einem Zylinder aus Beton installiert. Er war vollständig im Boden versenkt und so dem direkten Beschuss entzogen. Die Anlage war in drei Stockwerke gegliedert:
- im untersten Stockwerk befand sich der Zugang, die Mechanik für das Turmdrehwerk und der handbetriebene Ventilator
- im mittleren Stockwerk befand sich das Lager für die Bereitschaftsmunition und die Mechanik für den handbetriebenen Munitionsaufzug
- im oberen Stockwerk schließlich, die Geschützplattform mit dem Geschütz

Von den zunächst vorgesehenen Panzerkuppeln wurden nur vier angefertigt, von denen lediglich zwei installiert wurden. Nach der deutschen Besetzung Frankreichs wurden diese dann nach 1940 von der OT ausgebaut und der Stahlgewinnung zugeführt. Der Verbleib der beiden anderen Kuppeln ist nicht bekannt, wahrscheinlich wurden sie ebenfalls verschrottet.

## Installierte Kuppeln und vorbereitete Installationen
| Nummer der Kuppel | Fort                 | Feuerbereit | Verbleib                                                          |
| ----------------- | -------------------- | ----------- | ----------------------------------------------------------------- |
| 1                 | Fort de Longchamp    | April 1914  | nach 1940 verschrottet                                            |
| 2                 | Fort de Ville le Sec | –           | 1908 projektiert, 1909 gestrichen (Verbleib der Kuppel unbekannt) |
| 3                 | Fort de Longchamp    | April 1914  | nach 1940 verschrottet                                            |
| 4                 | Fort de Ville le Sec | –           | 1908 projektiert, 1909 gestrichen (Verbleib der Kuppel unbekannt) |

## Projektierte Installationen
| Abschnitt | Fort                    | Anzahl | Verbleib                                              |
| --------- | ----------------------- | ------ | ----------------------------------------------------- |
| Verdun    | Fort de Douaumont       | 2      | 1908 projektiert, 1909 gestrichen                     |
| Verdun    | Fort de Rozelier        | 1      | 1908 projektiert, 1909 gestrichen                     |
| Toul      | Fort de Lucey           | 1      | 1908 projektiert, 1909 gestrichen                     |
| Toul      | Fort d’Écrouves         | 2      | 1908 projektiert, 1909 gestrichen                     |
| Toul      | Fort de Domgermain      | 1      | 1908 projektiert, 1909 gestrichen                     |
| Toul      | Fort du Saint-Michel    | 2      | 1908 projektiert, 1909 gestrichen                     |
| Épinal    | Réduit du Bois d’Arches | 1      | 1908 projektiert, 1909 gestrichen                     |
| Belfort   | Fort de Bessoncourt     | 2      | 1908 projektiert, 1909 gestrichen                     |
| Belfort   | Fort du Bois d’Oyes     | 2      | 1914 projektiert, Einbau für 1916 geplant, gestrichen |
| Belfort   | Fort de Meroux          | 2      | 1908 projektiert, 1909 gestrichen                     |
| Belfort   | Fort du Mont Vaudois    | 2      | 1914 projektiert, Einbau für 1917 geplant, gestrichen |
| Belfort   | Fort de Roppe           | 2      | 1914 projektiert, Einbau für 1917 geplant, gestrichen |